# Минкнер, Курт Владимирович
Курт Владимирович Ми́нкнер (1903—1972) — авиаконструктор. Герой Социалистического Труда (1957).

## Биография

Могила Минкнера на Введенском кладбище Москвы.

Бюст Минкнера в парке Музеон.

Курт Минкнер родился 5 декабря 1903 года в Москве. Окончил среднюю школу.
С 1920 года работал в винтомоторном отделе ЦАГИ под руководством Б. С. Стечкина. Одновременно учился в Московском механическом институте имени М. В. Ломоносова. В ЦАГИ занимался проектированием и испытанием силовых установок аэросаней и самолётов на основе импортных, лицензионных и отечественных двигателей. Проводил исследования авиадвигателей в высотных условиях (в камерах низкого давления). Работая в должности инженера 3-й лаборатории ЦИАМ, принимал активное участие в создании первого мощного отечественного двигателя АМ-34 и его модификаций, в частности двигателей для АНТ-25, в ходе подготовки рекордных перелётов.
В 1937 году арестован НКВД СССР, с 1938 года работал в ОТБ (ЦКБ-29) НКВД над силовыми установками опытных самолётов «100» и «102». Участвовал в создании высотного истребителя с двумя двигателями М-105 с турбокомпрессорами ТК-3 и ПЦН (приводной центробежный нагнетатель), а также ВК-105Р в 1100 л. с. а потом и более мощные ВК-105ПФ и ВК-107А. В годы войны в эвакуации в Омске создавал бомбардировщик Ту-2.
В июле 1945 года пришел в ОКБ в качестве заместителя А. Н. Туполева по силовым установкам. Под его руководством была освоена силовая установка Ту-4 с АШ-73ТК, спроектированы и внедрены силовые установки с ТРД «НИН», РД-45 и ВК-1 для самолётов Ту-12, Ту-14, Ту-82, спроектирована уникальная силовая установка для Ту-85 под двигатели АШ-2К и ВД-3К, которые явились венцом поршневого двигателестроения.
Отдел под руководством К. В. Минкнера создавал силовые установки для Ту-16 с ТРД АМ-3 (РД-3), для Ту-95 и Ту-114 с самыми мощными в мире ТВД НК-12, Д-20П и Д-30 для Ту-124 и Ту-134, первые силовые установки для сверхзвуковых самолётов ОКБ Туполева — Ту-22 с ВД-7М, Ту-98 с АЛ-7Б, а также ядерную силовую установку (ЯСУ) для самолёта Ту-119.
Умер 2 марта 1972 года. Похоронен в Москве на Введенском кладбище (12 уч.).

## Награды и премии
- Указом Президиума ВС СССР от 12 июля 1957 года за большие успехи в создании авиационной техники Курт Минкнер был удостоен высокого звания Героя Социалистического Труда с вручением ордена Ленина и медали «Серп и Молот»[1].
- Ленинская премия
- Сталинская премия первой степени (1952) — за работу в области самолётостроения
- три ордена Ленина (08.08.1947; 06.12.1949; 12.07.1957)
- орден Трудового Красного Знамени (16.09.1945)
- орден Красной Звезды (13.08.1936)
- орден «Знак Почёта» (16.09.1941)
- медали[1].